# Lendakaris Muertos
I Lendakaris Muertos sono un gruppo punk rock spagnolo originario di Pamplona (Navarra). Si distinguono per un punk ortodosso, gran velocità, canzoni molto brevi, cori continui e testi ironici che mescolano humor e critica per affrontare temi sociali e politici dei Paesi Baschi, della Navarra e del resto della Spagna. Il nome della band è ispirato al gruppo nordamericano Dead Kennedys, il cui singolo Too drunk to Fuck è stato riarrangiato dai Lendakaris nella canzone Demaciado ciego para follar, inclusa nel disco omonimo Lendakaris Muertos.
Dopo cinque mesi di attività, nel giugno 2004, registrano il loro primo demo con Iker Piedrafita, dei Dikers, e lo pubblicano nel loro sito internet dando la possibilità di scaricarlo gratuitamente. Le continue esibizioni in centri sociali e il passaparola fanno sì che canzoni come Gora España, Gafas de pasta, El problema Vasco o Veteranos de la Kale Borroka vengano scaricate oltre 20.000 volte.
Firmano per GOR Discos e pubblicano nel 2005 una nuova versione del demo alla quale si aggiungno altre 11 canzoni. Il demo viene ritirato parzialmente dal web per problemi legali. Questo fatto portò critiche da parte di alcuni fan che preferivano il modello copyleft degli inizi.
Nel 2006 pubblicano il loro secondo disco sempre con Gor Discos, dal titolo Se habla español. Un lavoro di mezz'ora con sedici canzoni che seguno la stessa linea intrapresa dal gruppo due anni prima.
Nel 2008 esce nei negozi il loro terzo lavoro dal nome Vine, vi y me vendí che include 20 canzoni.
Nel natale 2009 pubblicano un disco live di 39 canzoni e 0 assoli Directo a los güevos registrato nella sala Jimmy Jazz di Vitoria il 23 e 24 ottobre.

## Membri
- Aitor Ibarretxe - Voce
- Asier Aguirre - Chitarra Elettrica e cori
- Jokin Garaikoetxea - Basso e cori
- Potxeta Ardanza - Batteria

## Discografía
| Anno | Titolo                          | Casa discografica | Formato  |
| ---- | ------------------------------- | ----------------- | -------- |
| 2004 | Lendakaris Muertos              | Autoprodotto      | Demo     |
| 2005 | Lendakaris Muertos              | GOR Discos        | CD       |
| 2006 | Gora España                     | GOR Discos        | CD + DVD |
| 2008 | Vine, vi y me vendí             | GOR Discos        | CD       |
| 2009 | Directo a los güevos            | GOR Discos        | CD + DVD |
| 2012 | Crucificados por el antisistema | Maldito Records   | CD       |